# 2025 en Afrique du Sud
Chronologie de l'Afrique du Sud
- 2020
- 2021
- 2022
- 2023
- 2024
- 2025
- 2026
- 2027
- 2028

Cet article traite des événements qui se sont produits durant l'année 2025 en Afrique du Sud, ou concernant le pays.

## Événements

### Janvier
- 15 janvier : plus de soixante corps de mineurs illégaux sont retrouvés, dans une mine d'or fermée à Stilfontein, après un siège de plusieurs mois[1].

### Février
- x

### Mars
- x

### Avril
- x

### Mai
- 29 mai : Une mère de 35 ans est condamnée à la prison à perpétuité pour avoir vendu sa fille de 6 ans 1000 dollars[2],[3],[4].

### Juin
- x

### Juillet
- x

### Août
- x

### Septembre
- x

### Octobre
- x

### Novembre
- 22-23 novembre : sommet du G20 (en) à Johannesbourg.

### Décembre
- x

## Décès
- 9 février : Senamile Masango, première femme noire sud-africaine physicienne nucléaire
- 6 mars : Crystal-Donna Roberts, actrice et autrice, connue pour ses rôles dans The Endless River et Krotoa
- 16 avril : Don Mlangeni Nawa, acteur dans les séries Isidingo et ’Sgudi ’Snaysi
- 22 avril : Sinamandla Zondi, footballeur de Durban City F.C.
- 14 mai : Cornal Hendricks, joueur de rugby international sud-africain
- 20 mai : Joan Harrison, nageuse, première Sud-Africaine médaillée d’or olympique en natation en 1952
- 27 mai : Presley Chweneyagae, acteur principal dans le film Tsotsi
- 1er juin : Révérend Zolile Mbali, prêtre anglican et militant anti-apartheid

#### Articles sur l'année 2025 en Afrique du Sud
- x

#### L'année sportive 2025 en Afrique du Sud
- Championnat d'Afrique du Sud de football 2024-2025
- Championnat d'Afrique du Sud de football 2025-2026
- Championnat d'Afrique du Sud féminin de football 2025
- Saison 2024-2025 du United Rugby Championship
- Saison 2025-2026 du United Rugby Championship

#### L'année 2025 dans le reste du monde
- L'année 2025 dans le monde
- 2025 par pays en Amérique • 2025 au Brésil, 2025 au Canada, 2025 au Québec, 2025 aux États-Unis, 2025 au Mexique
- 2025 en Europe, 2025 dans l'Union européenne • 2025 en Belgique, 2025 en France, 2025 en Italie, 2025 en Suisse
- 2025 en Afrique • 2025 par pays en Asie • 2025 par pays en Océanie, 2025 en Océanie • 2025 en Antarctique
- 2025 aux Nations unies
- Décès en 2025